# Lillian Hurst
Pour les articles homonymes, voir Hurst.
Lillian Hurst est une actrice américaine d'origine portoricaine, née le 13 août 1943 à San Juan (Porto Rico).

## Filmographie
- 1985 : Amigos : Mirta
- 1991 : Entre père et mère (The Summer My Father Grew Up) (TV) : Mrs. Gonzales
- 1991 : Le Docteur (The Doctor) de Randa Haines : Mrs. Maris
- 1992 : Ballad of Tina Juarez : Lola
- 1992 : From the Files of Joseph Wambaugh: A Jury of One (TV) : Mrs. Madrid
- 1994 : A Million to Juan : Nosey Neighbor
- 1995 : Sleepstalker : vieille femme
- 1995 : Private Obsession : Estella
- 1997 : Brittle Glory : Mrs. Bell
- 1998 : Folle d'elle : Gradiosa
- 1998 : Melting Pot (en) de Tom Musca : Grandma Álvarez
- 1999 : Cosas que olvidé recordar : Consuelo
- 1999 : Candyman 3 : Le Jour des morts (Candyman: Day of the Dead) (vidéo) : Flower Woman
- 1999 : My Little Assassin (TV) : Distraught Woman
- 2000 : Bread and Roses : Anna
- 2000 : La Confiance des chevaux (Ready to Run) (TV) : Lourdes Ortiz
- 2001 : Shooting LA : Grandma
- 2002 : Orange County : Lupe
- 2002 : Nightstalker : Thelma Martinez
- 2004 : Criminal : Mrs. Ochoa
- 2005 : English as a Second Language : Juanita
- 2004 à 2010 : Lost : Les Disparus : Carmen Reyes
- 2010 : True Blood : I Smell a Rat : Great Aunt Cecilia